# Sewell
Sewell je nenaseljen rudarski gradić u čileanskoj općini Machalí, 60 km istočno od grada Rancagua, pokrajina Cachapoal, VI. regija Libertador General Bernardo O'Higgins (središnji Čile). Ovo naselje na padinama Anda, na visinama od 2000-2500 m, je osnovala tvrtka Braden Copper Co. 1904. godine kako bi u njemu stanovali rudari koji su vadili bakar iz rudnika El Teniente. 
God. 1998., čileanska vlada je rudarski grad Sewell proglasila nacionalnim spomenikom, a 2006. godine je upisan na UNESCO-ov popis mjesta svjetske baštine u Americi kao "izvanredan primjer gradova koje su osnovale tvrtke u mnogim udaljenim dijelovima svijeta spojem lokalnog rada i sredstava industrijalizirane nacije, kako bi se eksploatirali prirodni resursi visoke vrijednosti". 

## Povijest i odlike
Postojanje ležišta bakra El Teniente bilo je poznato i eksploatirano još u pretkolumbovsko vrijeme. Od 15. do 17. stoljeća sirovine su izvozili Španjolci, a onda je dvije stotine godina bilo jako malo aktivnosti. God. 1897., ondašnji vlasnik rudarskih prava pokrenuo je istraživanje o veličini ležišta bakra u tom području. Po pronalasku golemih ležišta, za njegovu eksploataciju se zainteresirao američki rudarski inženjer William Braden koji je 1904. otkupio prava i dao sagraditi cestu do obližnje Rancague. Do 1906. godine podignuta je vodenica i koncentrator, te dizalo koje je pokratao električni generator. Tada najnovija tehnologija na svijetu.
Grad je izgrađen na terenu previše strmom za vozila na kotačima, oko velikog središnjeg stubišta iznad željezničkog kolodvora. Duž trase podignuti su formalni trgovi nepravilnog oblika s ukrasnim drvećem i biljkama koji čine glavne javne prostore ili trgove grada. Zgrade niz ulice su drvene i često obojane živim bojama zelene, žute, crvene i plave.
God. 1915., tvrtka je nazvana po prvom predsjedniku tvrtke, gospodinu Bartonu Sewellu i do 1918. u njemu je živjelo 14.000 stanovnika. Uslijedile su godine širenja i povećanja proizvodnje dok 1950-ih nije postao najvećim podzemnim rudnikom na svijetu s naseljem od 15.000 stanovnika. Kada je Čile 1967. godine preuzeo 51% dionica rudnika postao je drugi najveći proizvođeč bakra na svijetu. No, nakon opadanja proizvodnje 1977. godine tvrtka je većinu stanovnika preselila u dolinu, a većinu strojeva rastavila. God. 1980., naselje je napušteno u potpunosti i pretvoreno u spavaonicu rudara najamnika. El Teniente i dan danas proizvodi 3% svjetske količine bakra.

## Vanjske poveznice
- Memories of Living in Sewelll, Chile  Arhivirana inačica izvorne stranice od 16. lipnja 2006. (Wayback Machine)
- Panorame Sewella
- Povijesne fotografije Sewella i El Tenientea  Arhivirana inačica izvorne stranice od 19. srpnja 2006. (Wayback Machine)

### Ostali projekti
|  | Zajednički poslužitelj ima stranicu o temi Sewell |